# Visserszorg
Visserszorg was een koffieplantage aan de Commewijnerivier in het district Commewijne in Suriname. Zij lag rechts bij het opvaren, stroomafwaarts naast plantage Leliëndaal en stroomopwaarts naast plantage Sorgvliet.

## Geschiedenis

### Beginperiode
In 1746 werd het Fort Nieuw-Amsterdam opengesteld. Hierdoor werd het moerasgebied aan de beneden-Commewijne beschermd tegen vijandelijke invallen. Vooruitlopend daarop werden de gronden aan de monding van de rivier vanaf 1743 uitgegeven. Hiervan werd 500 akkers uitgegeven aan de gouvernementssecretaris Cornelis Graafland Jacobsz. Na zijn overlijden is de plantagegrond waarschijnlijk publiek verkocht. Daarna begon een lange geschiedenis van vererving.
In 1747 stond de plantage op naam van Anna Catharina Arnaud. In 1751 trouwde zij met Charles Kennedy uit Schotland die daarna als eigenaar vermeld stond. Hij overleed in 1758 en Anna Catharina hertrouwde met Jacques Roux uit Lausanne. Deze was zelf al eigenaar van de katoenplantages Rouxgift en Lausanna (later Louisiana) aan de Tapoeripakreek, en de houtgrond Beaulieu aan de Parakreek. Visserszorg, Rouxgift en Louisiana heetten in het Sranantongo alle drie Roe. Anna Catharina overleed in 1770 en Roux trouwde een jaar later met Elisabeth Dandiran. Na het overlijden van Roux in 1780 trouwde Elisabeth in 1787 met de luitenant-kolonel, ingenieur en Inspecteur der Fortificatiën Nicolaas Laurens Robatel. Deze trouwde, na het overlijden van Elisabeth met Rijnhardina Maria Elisabeth Meurs. Visserszorg was opgezet als koffieplantage, maar in 1792 werd overgegaan op suikerriet. Er werd een suikerfabriek met watermolen gebouwd, en een grote vaartrens naar achteren gegraven voor het vervoer van het suikerriet naar de fabriek. De plantage was tegen die tijd uitgebreid met 500 akkers.

### Negentiende eeuw
De volgende eigenaar was jonkheer Paulus Repelaer van Spijkenisse die met Rijnhardina trouwde na het overlijden van Robatel. In 1843 stonden de erfgenamen van Rijnhardina als eigenaren vermeld. Rond 1850 werd er op Visserszorg een innovatie ingevoerd: het centrifugetoestel. Dit toestel zuiverde, door middel van middelpuntvliedende kracht de melassestroop van de gekristalliseerde suiker. Bij de emancipatie in 1863 bleken deze erfgenamen voor de helft de dochter van Rijnardina te zijn er de andere helft werd onder vier leden van de familie Planteau verdeeld. Planteau was administrateur van Visserszorg en getrouwd met een zus van Rijnhardina. Zijn dochter, Josephine Jeanne, was in 1891 de eigenaresse. De administratie werd gevoerd door de Nederlandse Handel-Maatschappij, die in datzelfde jaar Visserszorg opkocht om verzekerd te zijn van genoeg suikerriet voor de grote centraalfabriek op Mariënburg.

### Einde
In 1917 werd de plantage gekocht door de buurplantage Sorgvliet. De plantage ging toen weer koffie, cacao en ook sinaasappels verbouwen. In 1925 werd ook Leliëndaal onderdeel van de Cultuurmaatschappij Sorgvliet, die daarmee veruit de grootste koffieplantage van Suriname was. De drie plantages vormden tot omstreeks 1960 een groot koffiebedrijf met een verwerkingsfabriek op Sorgvliet. Toen na omstreeks 1960 de koffieprijs sterk daalde, werden koffievelden gedeeltelijk omgezet in citrus. Tot ongeveer 1970 exporteerde de maatschappij dan ook vooral sinaasappelen.
In 1979 nam "De Ploeg N.V." het onroerend en roerend goed over van de Cultuur Maatschappij.
A la bonne heure · Anna's Zorg · Akkerboom · Alliance · Alkmaar · Andresa · Auka · Andreesgift · Bantaskine · Barbados · Batavia · Beekenhorst · Belladrum · Bellevue · Belwaarde · Beninenburg · Berg en Dal · Bergen op Zoom · Berlijn (Commewijne) · Berlijn (Para) · Bethlehem · Boksweide · Boston · Botany Bay · Boxel · Bronswijk · Brouwerslust · Bruinendaal · Bucklebury · Buitenrust · Burnside · Cadrosspark · Caledonia · Campenburg · Cannewapibo · Catharina Sophia · Clevia  · Cliffort-Kokshoven · Clyde · Concordia · Concordia en een Kwart Lot · Courcabo · De Dageraad · De Goede Vriendschap · De Resolutie · De Vier Hendrikken · Diamond · Dijkveld · Domburg · Dordrecht · Eendragt · Elisabeth's Hoop · Ellen · L'Espérance (Nickerierivier) · L'Espérance (Surinamerivier) · Esthersrust · Fairfield · Fortuin · Flora · Florentia · Frederiksburg · Frederiksdorp · Frederikslust · Geertruidenberg · Geyersvlijt · Glensander · Gloria · Groot Chatillon · Groot Marseille · Guadeloupe · Hague · Hamburg · Hamilton · Hamptoncourt · Hannover · Hazard · Hebron · Hecht en Sterk · Hooyland · Hope · Houttuin · Huntly · Huwelijkszorg · Inverness · Jagtlust · Jodensavanne · Johan & Margaretha · Johanna Catharina · Johanna Maria · Johannesburg · John · Katwijk · Kent · Kerkshoven · Killenstein · Klein Bellevue · Kleinhoop · Krappahoek · Kroonenburg · Kwatta · La Jalousie · La Prosperité · La Rencontre · La Ressource (Saramacca) · La Ressource (Surinamerivier) · La Singularité · Laarwijk · Leasowes · Leliëndaal · Leonsberg · Livorno · Longmay · Lunenburg · Lust en Rust · Lustrijk · Maasstroom · Margarethenburg · Maria Petronella · Mariënbosch · Mariënburg · Margaretha's Gift · Mary's Hope · Meerzorg · Merveille · Moed en Kommer · Mon Bijou · Mon Souci · Mon Trésor · Monnikendam · Mopentibo · Morgenster · Moy · Nieuw Mocha · Nieuwzorg · Nieuwe Aanleg · De Nieuwe Grond · Nijd en Spijt · Novar · Nursery · Nut en Schadelijk · Onoribo · Onverwacht · Oranibo · Ornamibo · Overbrug · Overtoom 
· Oxford · Palestina · Paradise · Persévérance · Petersburg · Picardië · Peperpot · Pieterszorg · Plaisance · Poelwijk · Potosie · Purmerend · Reijnsdorp · Reijnsfort · Rijnberk · Roosenburg · Rorac · Rust en Werk · Rustenburg · Saltzhalen · Sans Souci · Saphir · Sarah · Sardam · Schaapstede · Schoonoord · Sinabo en Gelre · Sint Barbara · Sint Eustatius · Slootwijk · Sorgvliet · Spieringshoek · Standvastigheid · Suidwijn · Suzanna's Daal · Toevlugt (Surinamerivier) · Tout Lui Faut · Toledo · Totness · Tyronne · 't Vertrouwen · Victoria · Vierkinderen · Visserszorg · Voorburg · Voorzorg (Saramacca) · Vossenburg · Vredenburg · Vriendsbeleid en Ouderzorg · Vreeland · Waltonhall · Waldijk · Waterloo · Wederzorg · Welbedacht · Welgelegen (Commewijne) · Welgelegen (Coronie) · Welgevallen · Weltevreden · Wolffs Capoerica · Wolfenbüttel · 't Ylant · Zoelen · Zorg en Hoop (hout) · Zorg en Hoop (indigo) · Zorg en Hoop (katoen) · Zorg en Hoop (suiker)